# Abdul Kalam
Avul Pakir Jainulabdeen Abdul Kalam (tamil: அ.ப.ஜ. அப்துல் கலாம்), född 15 oktober 1931 i Dhanushkodi, Tamil Nadu, död 27 juli 2015 i Shillong, Meghalaya, var en indisk luftfartsingenjör och politiker. Han var Indiens president från 18 juli 2002 till 25 juli 2007, då han efterträddes av Pratibha Patil. Abdul Kalam var tidigare ansvarig för det indiska kärnvapenprogrammet. 
Kalam föddes i en muslimsk familj i Tamil Nadu och var en renlevnadsman som iakttog såväl vegetarianism, absolutism som celibat.